# Ste. Rose (municipalité rurale)
Pour les articles homonymes, voir Sainte-Rose.
Ste. Rose est une ancienne municipalité rurale du Manitoba située au centre de la province. Elle forme maintenant avec la ville de Sainte-Rose du Lac la municipalité de Ste. Rose depuis le 1er janvier 2015. La population de la municipalité s'établissait à 791 personnes en 2006.

## Démographie
| 2001 | 2006 | 2011  | 2016  |
| ---- | ---- | ----- | ----- |
| 895  | 791  | 1 794 | 1 712 |

## Territoire
Les communautés suivantes étaient comprises sur le territoire de la municipalité rurale:
- Laurier
- Ste. Amélie